# Tetragondacnus spilotus
Tetragondacnus spilotus ist ein seltener und wenig bekannter Meeresfisch aus der Familie der Eingeweidefische (Carapidae). Die Art wurde anhand eines einzelnen Exemplars beschrieben, das 2005 in einer Tiefe von etwa 500 Metern vor der Küste Sumatras (Indonesien) gefangen wurde. Ein weiteres wurde 2009 vor der Küste Japans bei Muroto gefangen.

## Merkmale
Tetragondacnus spilotus unterscheidet sich von allen anderen Eingeweidefischen durch seine Beschuppung, alle anderen sind unbeschuppt, durch die Lage des Rückenflossenansatzes vor dem Beginn der Afterflosse und der Vergrößerung des ersten Dornfortsatzes zu einem flügelartigen Auswuchs, der größer als der zweite Dornfortsatz ist. Supraneuralia (Teile der Wirbel) fehlen. Die Parapophyse (Fortsatz auf der Unterseite von Wirbeln) des dritten Wirbels ist vergrößert. Insgesamt sind 13 Abdomenwirbel vorhanden. Das Maul ist eckig, der Oberkiefer unbezahnt. Funktionsfähige Kiemenrechen sind nicht vorhanden. Die Schwimmblase ist einfach und groß. Eine Verknöcherung des vorderen Teils der Schwimmblase, wie sie bei vielen anderen Eingeweidefischartigen vorkommt, findet sich nicht. Die Schwanzflosse hat elf Flossenstrahlen. Auf seinen Körperseiten zeigt Tetragondacnus spilotus große dunkle Flecken.
Wegen der zahlreichen Merkmale, die die Art von anderen Eingeweidefischen unterscheiden, wird sie in eine eigene Unterfamilie, die Tetragondacninae gestellt.